# Heyerhof
Heyerhof ist ein Weiler, der zur Ortsgemeinde Albisheim (Pfrimm) im rheinland-pfälzischen Donnersbergkreis gehört.

## Lage
Heyerhof liegt im mittleren Pfrimmtal zwischen Albisheim und Marnheim. Die Stadt Kirchheimbolanden liegt etwa fünf Kilometer in nordwestlicher Richtung. Durch die Ortschaft verläuft die Kreisstraße 63, nördlich des Ortes verläuft die Bundesstraße 47, südlich die Zellertalbahn.

## Geschichte
Der Ort entstand im Mittelalter. Im Jahr 1364 hatte er den Namen „Hof zur Hawe“, 1491 wurden die „Hofflude zu Hauw“ erwähnt, im 16. Jahrhundert und Anfang des 18. Jahrhunderts wieder der „Hof zur Hawe“ genannt. 1828 waren beide Namen „Hayerhof“ und „Heuerhof“ im Gebrauch.
Um 1865 hatte die Ortschaft Heyerhof 33 Einwohner und 10 Gebäude, bis auf zwei Katholiken waren alle Einwohner protestantisch und gehörten zur Pfarrei Albisheim.

## Infrastruktur
Der Ort ist über die Kreisstraße 63 an das Straßennetz angebunden.